# ジャコ万と鉄
- ジャコ萬と鉄
- ジャコ万と鉄

『ジャコ萬と鉄』（ジャコまんとてつ）は、梶野悳三の小説『鰊漁場（にしんば）』（1947年）を原作とした日本映画。1949年と1964年に映画化された。
北海道のニシン漁場に出稼ぎにきた荒くれ男たち＝「ヤン衆（ヤンシュ）」と、彼らを束ねる網元の男の対立を背景に、漁場に突然現れた網元に恨みを持つ男・ジャコ萬と網元の息子・鉄の敵対および和解が描かれる。

## あらすじ
昭和21年（1946年）。ニシン漁に備え、全国から「ヤン衆」たちが集まる季節になり、網元の吉本久兵衛（映画では九兵衛）が仕切る漁場でもたくさんの男たちが集まった。その中に久兵衛と旧知で、死んだと思われていた通称「麝香鹿の萬吉」＝ジャコ萬（ジャコ万）がいたため、久兵衛は驚く。ジャコ萬はかつて樺太で網元をしていた久兵衛のもとで漁を手伝っていたが、粗暴なために漁場を追われたすえ、引き揚げの際に置き去りにされたため、一時死の淵をさまよい、恨みをつのらせていた。漁の準備も手伝わずに番屋に居座るジャコ萬は暴力的にふるまい、ヤン衆を支配していく。負い目のある久兵衛は、老いも手伝い、ジャコ萬に立ち向かうことができなかった。
そんな中、海南島沖で戦死したと思われていた久兵衛の息子・鉄（鐵）が数年ぶりに帰郷する。久兵衛は鉄の帰郷を喜ぶが、後継をまかされていた養子の宗太郎は気が気でない。早速ジャコ萬は鉄に喧嘩を吹っかけるが、鉄は軽くいなして済ませる。網下ろしの日以来、鉄は精力的に動き、陽気な人柄もあってヤン衆の信頼を集める。
ニシンの大群が湾内にやって来る豊漁日となったが、ヤン衆が報酬の値上げを求めてストライキに入ることを通告し、久兵衛は狼狽する。復讐の機会をうかがっていたジャコ萬がこの混乱に乗じ、ヤン衆を人質に取って番屋に立てこもる。鉄が飛びかかってジャコ萬を押さえて懲らしめる。鉄の態度に感心したヤン衆は海へ飛び出す。

## 1949年版
1949年7月11日公開。東宝製作・配給。谷口千吉監督作品。資料によっては『ジャコ万と鉄』とも表記されるが、作中のタイトル表記は『ジャコ萬と鉄』である。
原作小説では北海道天塩が舞台だが、シナリオ段階で積丹半島になり、実際の撮影は増毛町の岩老海岸を中心に行われた。荒海は特撮で表現している。
三船敏郎と浜田百合子の情熱的なラブ・シーンが話題を呼んだ。

### 原作との違い（1949年版）
- 原作のジャコ萬の風貌は「素晴しい毛皮のついた」外套、「乗馬ズボン」、「やぶにらみ」といった描写がされているが、本作ではマタギ姿で、黒い眼帯をした隻眼の男という出で立ちになった。この扮装はのちの1964年版でも踏襲されている。
- ジャコ萬に惚れて彼を追い回す女・ユキがオリジナルキャラクターとして登場する。ユキの存在は1964年版でも踏襲されている。
- 原作では鉄の姉の名は「セツ子」であるが、本作では「マサ」と改められている。この設定はのちの1964年版でも踏襲されている。

### キャスト（1949年版）
- 鉄：三船敏郎
- ジャコ萬：月形竜之介
- ユキ：濱田百合子
- オルガンの少女：久我美子
- 九兵衛：進藤英太郎
- タカ（九兵衛の妻）：原泉子
- 宗太郎（九兵衛の婿養子）：藤原釜足
- マサ（鉄の姉・宗太郎の妻）：清川虹子
- 源爺（大船頭）：島田敬一
- 大学（ヤン衆）：松本光男
- 漁夫：小杉義男、柳谷寛、長濱藤夫、花沢徳衛、松本平九郎、堀江幹、大久保欣四郎、瀬良明
- 牧師：谷晃
- 出面の女：志茂明子、亘幸子、千葉信代

### スタッフ（1949年版）
- 監督：谷口千吉
- 製作：田中友幸
- 原作：梶野悳三『鰊漁場』
- 脚本：黒澤明、谷口千吉
- 撮影：瀬川順一
- 照明：若月荒夫
- 録音：藤好昌生
- 美術：北辰雄
- 編集：坂東良治
- 音楽：伊福部昭
- 演奏：東宝交響楽団